# چل‌قشلاقی
چل‌قشلاقی یکی از روستاهای استان آذربایجان شرقی است که در دهستان قشلاق بخش مرکزی شهرستان اهر واقع شده‌است.این روستا ۹۷۳ نفر جمعیت دارد.